# Кровинка
Кровинка (укр. Кровинка) — село в Теребовлянской городской общине Тернопольского района Тернопольской области Украины.

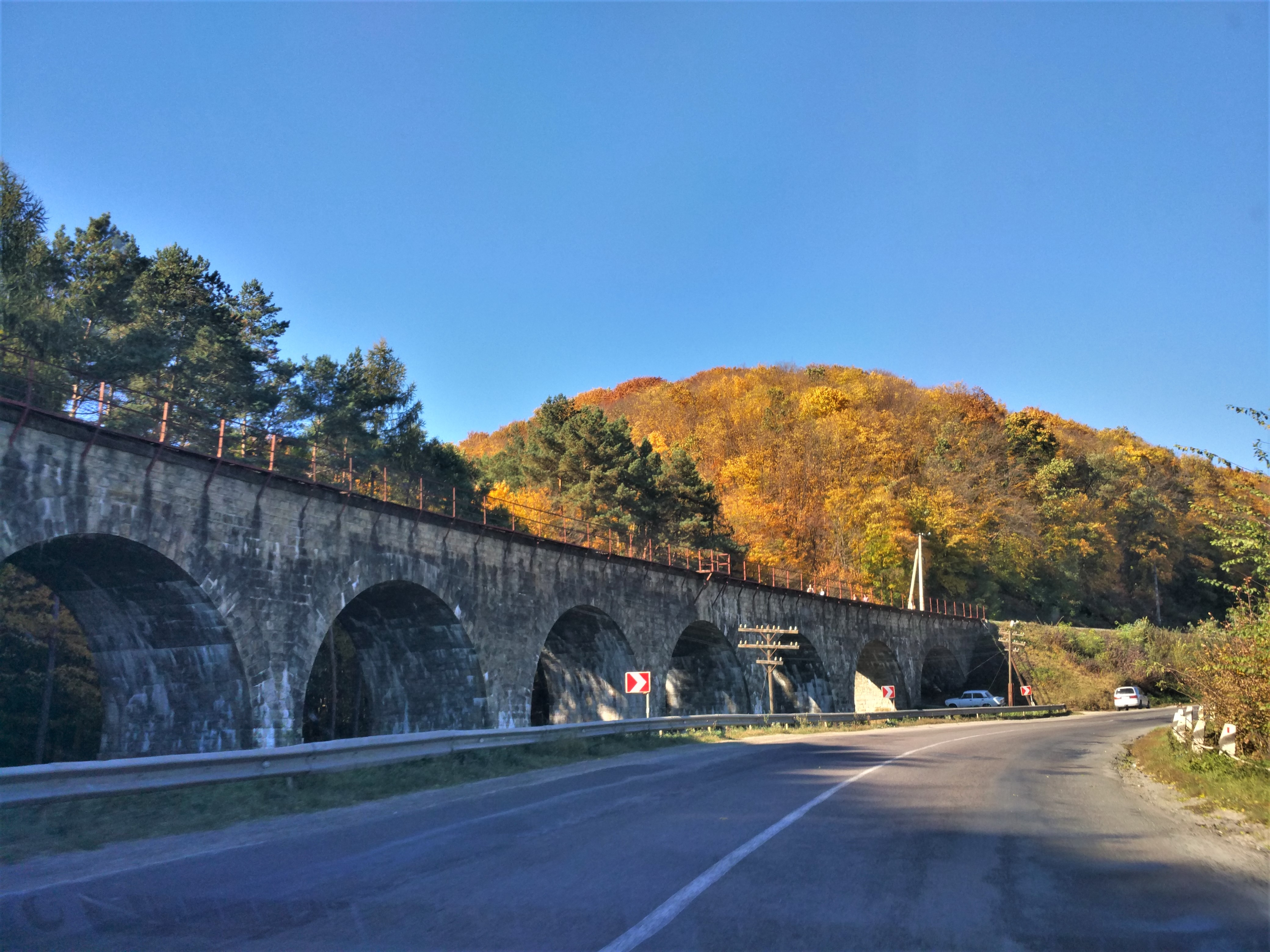
Железнодорожный виадук

До 2020 года входило в Теребовлянский район.
Население по переписи 2021 года составляло 1323 зарегистрированных человека. Занимает площадь 2,542 км². Почтовый индекс — 48135. Телефонный код — 03551.